# 丁壽鶴
丁壽鶴（？—？），字子美，貴州省大定府平遼州人，清朝政治人物、進士出身。丁寶楨子。
光緒九年（1883年）癸未科進士，二甲一百二十一名，官刑部主事。